# San Simón de Guerrero
San Simón de Guerrero è un comune del Messico, situato nello stato di Messico.